# Дрінфельд Володимир Гершонович
Володи́мир Гершо́нович Дрі́нфельд (нар. 14 лютого 1954, Харків) — видатний український та американський математик. Перший уродженець України, котрий одержав Медаль Філдса (1990).  Член-кореспондент НАН України (1992). Член Американської академії наук. Член Американської академії наук і мистецтв.
Син Гершона Дрінфельда.

## Біографія
Талант математика проявився у В. Дрінфельда в ранньому віці: у 15 років юнак став абсолютним переможцем Міжнародної математичної олімпіади школярів.
Основні праці в галузі алгебричної геометрії, теорії чисел, теоретичної фізики. Дрінфельд є автором теорії квантових груп.
1974 року закінчив механіко-математичний факультет Московського університету.
З 1981 по 1999 роки працював у Фізико-технічному інституті низьких температур ім. Б. І. Вєркіна Національної академії наук України (відділ математичної фізики).
У 1999 році Володимир Дрінфельд емігрував до США, де з того же року почав працювати професором Чиказького університету.

## Визнання
- 1990: Медаль Філдса
- 1992: Член-кореспондент НАН України
- 2008: Член Американської академії наук і мистецтв
- 2016: Член Американської академії наук
- 2018: Премія Вольфа з математики за серію інноваційних робіт із алгебричної геометрії, теорії зображень і математичної фізики разом з Олександром Бейлінсоном.[4]
- 2023: Премія Шао в галузі математики (одночасно з Шинтан Яу) за внесок у математичну фізику, арифметичну геометрію, диференціальну геометрію та геометрію Келлера. [5]